# Derč
Pogostost priimka Derč je bila po podatkih Statističnega urada Republike Slovenije na dan 1. januarja 2010 manjša kot 5 oseb. 

## Znani nosilci priimka
- Bogdan Derč (1880—1958), zdravnik pediater, prvi profesor pediatrije na MF UL
- Josip Derč (1846—1907), ginekolog in porodničar
- Vladislav Derč (1884—1912), avstrijski (c.-kr.) konzul in ataše